# کاشفی (شاعر عثمانی)
کاشفی شاعر سدهٔ ۱۵ میلادی در دربار عثمانیان بود. کاشفی اصالتی ایرانی داشت و معروف‌ترین اثر او منظومه‌ای فارسی به غزانامهٔ روم نام دارد که به وزن شاهنامه و دربارهٔ حکومت مراد دوم و محمد دوم سروده شده‌است.